# Las Reinas de Amarna

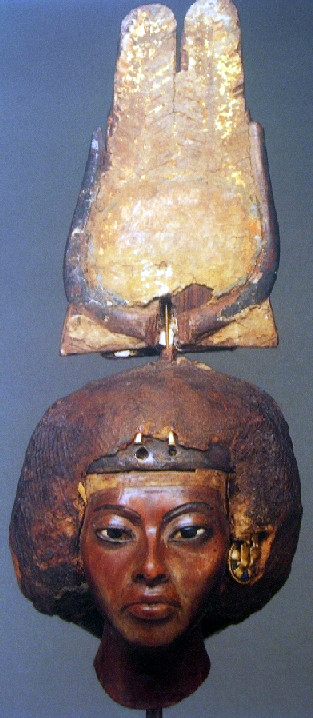
Tiya, esposa de Amenofis III y madre de Ajenatón.

Del registro arqueológico relativo al periodo de Amarna, también conocido como “Herejía de Atón” o el reinado de Amenofis IV o Ajenatón, surgen principalmente tres figuras femeninas de relevancia, independientemente de las hijas del rey, estas son: Tiya, la madre del faraón, Nefertiti, la Gran Esposa Real y Kiya, con quien muy probablemente el faraón herético haya engendrado su único heredero sobreviviente, Tutankamón.

## Tiya, Tiy o Tiye

### Ancestros de Tiya
El descubrimiento de una tumba no real en el año 1905 por James Quibell en una expedición de Theodore Davies fue la fuente de importantes datos el descubrimiento de la tumba de Yuya y Tuya, padres de la gran esposa real de Amenofis III y madre del faraón Ajenatón. El descubrimiento de la tumba casi intacta ha sido solo superado, en cuanto a la riqueza arqueológica aportada, por el descubrimiento de la tumba de Tutankamón.
Tiya era proveniente probablemente de la ciudad de Ajmin (Akhmin), donde su padre era el principal Profeta del dios local Min (de la fecundidad) y Superintendente del ganado del templo. Esta fue la última de las posiciones oficiales ocupadas por el padre de la futura reina, una vez que se retiró de sus principales responsabilidades como Comandante de Carros y Señor de los caballos, posiciones que ejerció durante el reinado del rey Tutmosis IV (padre de Amenofis III y abuelo de Ajenatón).
Yuya seguramente era una persona muy allegada al entorno real, con bastante influencia en la corte, de tal forma que tuvo un importante casamiento con una dama de la corte Tuyu, quien era Superintendenta de la Casa Jeneret de Min en la ciudad de Ajmin y del dios Amón en Tebas, tal que ella ocupaba una alta posición en la jerarquía del culto de la reina Ahmose-Nefertari con algún grado de parentesco sanguíneo con aquella reina de comienzos de la dinastía. Por lo tanto, Tiya, portaba ya un alto linaje, y en ella estaba el destino designado de un casamiento con el faraón Amenofis III.
En los escarabeos conmemorativos del reinado de Amenofis III, los padres de la reina Tiya son referidos brevemente por su nombre, sin portar título real, siendo este indicio la que ha sustentado la hipótesis de un origen humilde por parte de Tiya, y su casamiento con el faraón Amenofis III hipotéticamente se debía más a una relación fruto del amor que a un fin sociopolítico determinado.
Distintos indicios señalan que los padres de Tiya tenían una alta posición en la jerarquía de la corte, y era descendiente de la reina Ahmose Nefertari, de ahí su destino como esposa del faraón.
Tiyu y Yuya tuvieron también otro hijo, Anen, quien se desempeñó como Segundo Profeta de Amón y Alto Sacerdote de Ra-Atum, cargos ejercidos durante el reinado de Amenofis III; Es probable que Anen, como sacerdote de Ra-Atum y hermano de la reina Tiya, haya tenido una gran influencia sobre el príncipe Amenhotep (futuro Amenofis IV) durante su infancia.
Si bien el parentesco entre Tiya,Anen,Yuya y Tiyu se ha establecido basándose en indicios directos hallados en la tumba de los abuelos de Ajenatón, no existen indicios semejantes respecto a otro personaje de suma importancia del periodo de Amarna, como es Ay. A falta de indicios en ese sentido, se puede decir que tanto Ay como la reina Tiya eran originarios de la ciudad de Ajmin, la proliferación de nombres de raíces similares (Ay, Yuya, Tiyu, Tiya) pueden denotar una cierta familiaridad y algún grado de parentesco, pero los indicios no son suficientes.

### La Gran Esposa Real de Amenofis III
Tiya fue la gran esposa real de Amenofis III, sobrevivió muchos años al rey para ver gobernar a su sucesor y los indicios apuntan a que tenía una residencia en Amarna (Ajenatón), donde fue enterrada a su muerte, siendo trasladados sus restos a Tebas cuando la restauración fue establecida durante el reinado de Tutankamón.
De hecho, de todas las esposas reales del faraón Amenofis III que han llegado a ser conocidas en nuestros días gracias a los indicios subsistentes: Gilukhepa (hija del Suttharna II, rey de Mitani), Tadukhepa (otra princesa del reino de Mitani) y Sitamón, hija misma del faraón Amenofis, de todas ellas, es Tiya quien en los relieves, esculturas y diversas representaciones es mostrada con toda los títulos de gran esposa real, como sus atributos.

### La influencia sobre Ajenatón
A la muerte de su esposo, Amenhotep III, Tiya siguió ocupando una posición de preeminencia en el gobierno de las dos tierras, tanto es así que se han encontrado representaciones de Tiya con su hijo Amenhotep IV – Ajenatón. Más aún, se han descubierto dentro de la correspondencia diplomática, misivas destinadas a Tiya por parte de un monarca extranjero como el rey de Mitani Tushratta, instándola a influenciar sobre el nuevo y joven soberano de Egipto Ajenatón. Esta carta muestra la preeminente e influyente posición de Tiya como madre del nuevo rey.
Los indicios registrados en unas canteras de piedra caliza en las colinas al norte de Amarna, donde se inscribieron el nombre de Tiya, como así también en los relieves de la tumba del Alto Sacerdote Huya en Amarna, donde se muestra a Tiya en la inauguración de un templo solar en la nueva ciudad Ajetatón, templo construido por Ajenatón dedicado a su madre Tiya.

## Nefertiti

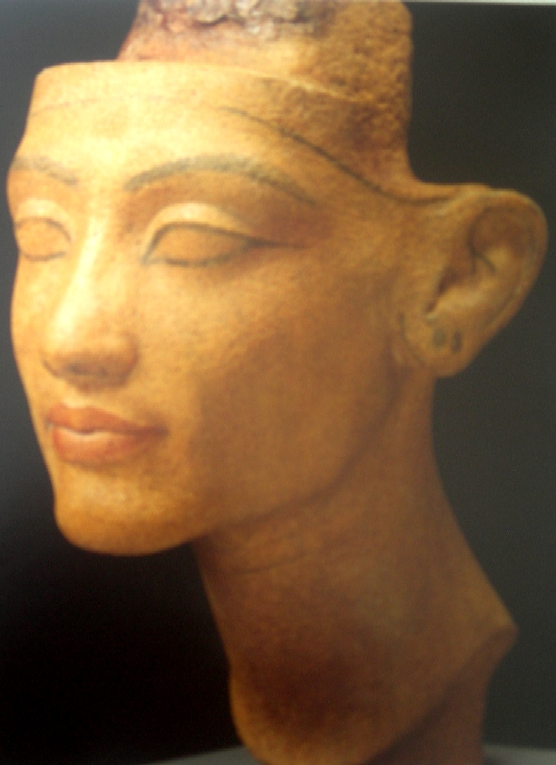
Escultura en caliza de Nefertiti.

### Origen
El parentesco de la reina ha sido de mucha especulación; como Gran Esposa Real, era la dadora de herederos por sobre el resto de las mujeres del harén real. Ciertamente, la posición ocupada por Nefertiti era mostrada por completo en muchos monumentos como ser las estelas fronterizas de la ciudad Ajetatón, las tumbas de los sacerdotes del nuevo credo de Atón, como Huya y Tute, donde se proclama:

“La Heredera, Grande de Favor, Dama de la Gracia, Valiosa de Amor, Señora del Alto y Bajo Egipto, Gran Esposa del Rey, a quien ama, Dama de las dos tierras, Neferneferuatón-Nefertiti, que viva por siempre y para siempre”

Como heredera, es presumible que Nefertiti haya sido descendiente de Ahmose-Nefertari, aunque no es descrita con la clásica cita “Esposa del Dios Amón”, esta omisión es fácilmente explicada por la sencilla razón de que el culto y toda mención a Amón estuvo proscrita desde casi los comienzos del reinado de Ajetatón.
Está establecido que el padre de Nefertiti era Ay, quién más tarde alcanzó la posición de faraón, sucediendo a Tutanjamón, a la muerte prematura de este. Si bien se sabe que Ay estaba casado con una mujer llamada Tey, se sostiene que no era la madre de Nefertiti, ya que no portaba el título de “Madre Real de la Gran Esposa del Rey” sino algo así como “Gobernanta” de la principal esposa del rey. Los indicios apuntan a que era en todo caso madrastra de Nefertiti, quien quedó huérfana de madre a corta edad, siendo que su padre Ay, contrajo esposa nuevamente.

### Su rol en el periodo de Amarna
La preeminencia y el rol fundamental que desempeñó “La bella que ha llegado” como Gran Esposa Real y compañera en toda la aventura de Atón es clara.
Distintos relieves y esculturas hallados muestran a las claras tan alta posición. Así, en los relieves, muchas veces es representada al mismo tamaño que el faraón.
El crecimiento del rol de Nefertiti sigue al de su esposo Ajenatón, tal es así que alrededor del 5º año del reinado, el mismo periodo aparente donde Amenofis IV cambia su nombre por el de Ajenatón, al nombre de Nefertiti se le agrega el prefijo Neferneferuatón.
Ciertamente, desde comienzos de la corregencia entre Ajenatón y su padre Amenofis III, la esposa del corregente ya portaba el título “hemet nisu ueret” (Gran Esposa Real), asumiendo con el paso del tiempo una importancia hasta alcanzar la dimensión del mismo faraón inclusive, portando cartuchos en la correspondiente iconografía.
Existe una hipótesis sobre la transformación de Nefertiti en corregente en los finales años de Ajenatón para terminar gobernando en solitario a la muerte de este, convirtiéndose en parte el aún ignoto faraón Semenejkara. Dicha hipótesis sustenta también el caso Dahamunzu, una apelación que hoy en día es reconocida como una vocalización del idioma hitita para la frase egipcia ta hemet nesu (la esposa real). 
En un esfuerzo desesperado para controlar el poder que se le estaba yendo de las manos, Nefertiti apela un reino extranjero para reforzar su posición interna. Prontamente después de la muerte del príncipe hitita Zannanza, desaparece Nefertiti probablemente muriendo.

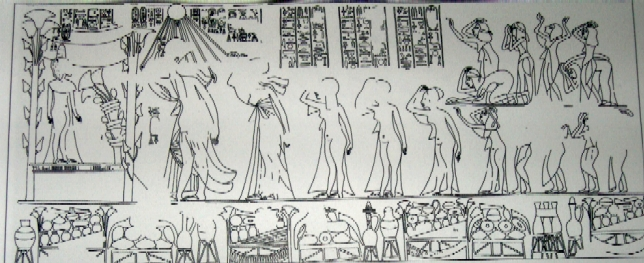
Dibujo proveniente del relieve de la tumba real de Amarna.

Nefertiti dotó de niñas al rey, en un total de seis hijas, quienes son vistas por ejemplo en los relieves de la tumba de Merira II en Amarna, a saber:
Meretatón: hija mayor de Nefertiti. Asume el cargo de Gran Esposa Real alrededor del año 14 del reinado de Ajenatón, transformándose en su esposa, basándose en restos encontrados en Amarna y correspondencia con el monarca de Babilonia.
Meketatón: segunda hija de Nefertiti, murió siendo niña y fue enterrada en Amarna.
Anjesenpaaton/Anjesenamón: tercera hija de Nefertiti y esposa de Tutankamon.
Neferneferuatón-Tasherit: cuarta hija de Nefertiti.
Neferneferura: quinta hija de Nefertiti.
Setepenra: sexta y última hija de Nefertiti.
La imagen de Nefertiti es quizás uno de los emblemas clásicos de la cultura del Antiguo Egipto, centrada en los hallazgos del taller del escultor Tutmosis localizado en la ciudad de Amarna.

### Ocaso y muerte de “La Bella que ha llegado”
La falta de datos concretos y la destrucción masiva de todo lo que tenga que ver con la herejía de Amarna dificultan de sobremanera conocer como terminaron los protagonistas principales del periodo dominado por la adoración de Atón. Básicamente se han sostenido distintas hipótesis para explicar el fin de Nefertiti.

#### Nefertiti faraón
Como anteriormente en la misma dinastía XVIII Hatshepsut, Nefertiti alrededor del año 12º del reinado de Ajenatón, Nefertiti es elevada a la corregencia, usando el nombre Nefernefruaton con el epíteto “Amada de Uaenra-Ajenatón”. La hipótesis sugiere que en los años finales de Ajenatón, existió una corregencia con Nefertiti, quedando únicamente al mando Nefertiti, quien se cambiaría su nombre a un ignoto Semenejkara.
Esta hipótesis sostiene no solo el caso del Dahamunzu sino también la importancia que había adquirido en todos los actos oficiales y religiosos en los que estaba involucrado la pareja real.
Sin embargo, si nos remitimos únicamente las fuentes encontradas, las menciones a Nefertiti durante los últimos años del reinado de Ajenatón son escasas. Se sabe que estuvo en el probable festival Sed del año 12º de reinado de Ajenatón, como lo muestran los relieves en las tumbas de Huya y Merira II, sacerdotes del culto de Atón.
También hay indicios de su presencia durante la ceremonia fúnebre de la princesa Meketatón, su segunda hija de Ajenatón, quien probablemente murió después del año 12 del reinado pero no mucho tiempo más. Esta ceremonia fúnebre es mostrada en la tumba real en Ajetatón, precisamente en la cámara gamma de dicha tumba real. Es precisamente esta imagen la última que se observa a Nefertiti, no aparece en ningún relieve o documento existente "a posteriori" del año 13º o 14º de reinado del faraón.
Adicionalmente, haciendo referencia al caso Dahamunzu, su conocimiento viene por la correspondencia hitita, donde la reina viuda egipcia escribe que su esposo “... Nibhururiya ha muerto y se encuentra sin herederos...” Mucha discusión se ha abierto para identificar a dicha reina, algunos estudiosos conectan el nombre del faraón muerto a una vocalización hitita del praenomen “Neferjeperura” o sea a Ajenatón, mientras otros eruditos vinculan aquel nombre hitita a "Nebjeperura", el praenomen de Tutanjamón. En consecuencia, los indicios disponibles podrían reflejar la existencia de dos reinas, una Nefertiti y la otra, una de sus hijas Anjesepaatón. Pero la afirmación de que no había heredero al trono descartaría a Nefertiti, ya que sabemos hoy en día que existía un príncipe de sangre real, heredero de la dinastía XVIII fundada por Amosis I, y era el futuro faraón niño Tutankamón.
Como conclusión, se puede afirmar que la reina envuelta en el caso Dahamunzu sea con mucha certeza Anjesepaatón, quien siguió en el cambio de nombre a su esposo el faraón Tutankamón, muerto este último vástago de la gloriosa dinastía XVIII, se extinguió la línea de los libertadores de los hicsos.

#### Nefertiti cae en desgracia
Algunas excavaciones al principio del siglo XX en la zona de Amarna, ubicaron un palacio donde supuestamente residió Nefertiti, generando una hipótesis de que la Gran Esposa Real se retiró en desgracia junto con el príncipe heredero Tutanjatón alrededor del año 14, tomando el poder en los años finales del reinado de Ajenatón.

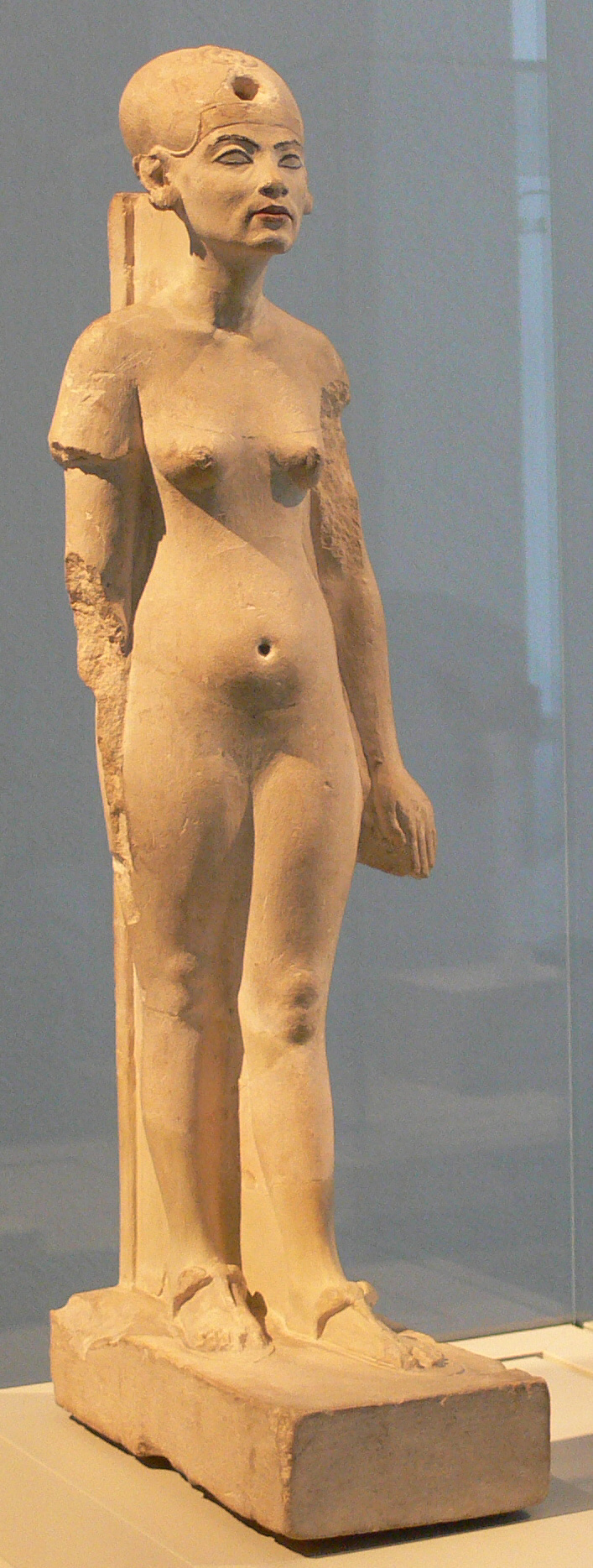
Escultura de Nefertiti

El rechazo de esta hipótesis se basa en que fueron muchos los restos y estatuas encontradas en la misma Amarna sobre imágenes que portaban a Nefertiti en diferentes etapas de su vida. 
Difícilmente una persona que haya caído en desgracia no sea posible también de ser borrada en imágenes, pinturas, relieves y estatuas; siendo así, ¿cómo fue posible encontrar en el taller del escultor Dhjutmose tantos bustos y tallas realmente hermosas de “La bella que ha llegado” sin muestras aparentes de ser borradas o destruidas adrede, sabiendo que cuando un personaje (sea un rey o un personaje menor) caía en desgracia se borraba cualquier rastro para la posteridad?

#### Muerte de Nefertiti
Es muy difícil determinar esta instancia, porque se sabe hoy en día que originalmente los lugares de entierro planeados en la nueva ciudad de Amarna fueron usados brevemente, para los entierros de la princesa Meketatón primeramente y para la pareja real después. Pero durante los reinados de Smenejkara o Tutanjamón fueron trasladados a la necrópolis de Tebas y después, a comienzos de la Dinastía XIX toda mención al periodo de Atón fue pretendidamente borrado del mapa.
Al día de hoy, todavía no se ha identificado fehacientemente la momia de Nefertiti, ni la de Ajenatón, tampoco su sarcófago, por lo tanto no hay elementos para avanzar.
Lo que se puede considerar fehacientemente son las etiquetas de los envases sean de vino, miel o cerveza, donde con escritura hierática se inscribía el origen de la mercancía y el año de su producción.
Los despachos de jarras de vinos etiquetados como de la “Casa de Neferneferuatón” terminan en el año 11º del reinado de Ajenatón. Pero sabemos por los relieves que Nefertiti estuvo en el festival del año 12º como así también en la ceremonia fúnebre de su hija "a posteriori". También existen restos de jarras etiquetadas en el año 15º y 17º del reinado del rey, pero estas etiquetas hacen referencia a la “Casa de la Esposa del Rey”; se sabe que alrededor del año 14º del reinado de Ajenatón, su hija Meritatón tomó el cargo de “Gran Esposa Real” y como reina consorte. Este conocimiento no es solo por los restos encontrados en Amarna sino también por correspondencia diplomática mantenida con el reino de Babilonia.
Así, toda mención fidedigna a Nefertiti cesa entre los años 12 y 14 del reinado de Ajenatón, pero aun así es difícil determinar que sucedió con “la Bella que ha llegado”.
Finalmente una prueba a favor de esta hipótesis se basa en un ushebti encontrada con la inscripción: “La Heredera, alta y poderosa en el palacio, confidente del señor del Alto y Bajo Egipto Neferjeperura Uaenra, el hijo de Ra, Ajenatón, la Gran esposa Real Neferneferuatón Nefertiti”. Esta inscripción confirma que la estatuilla fue confeccionada para Nefertiti y no para su esposo. Este objeto era usualmente hecho durante el periodo de embalsamamiento "a posteriori" de la muerte de la persona; y la imagen de la estatuilla es de una reina con los cetros reales y no de un gobernante en corregencia. Este indicio apunta a que Nefertiti tuvo que haber muerto alrededor del año 14º del reinado de Ajenatón, en todo caso no le sobrevivió.

## Kiya"hemet mererty aat"la Amada Gran Esposa
Los rastros de Kiya son difusos de seguir, básicamente por dos motivos: por ser parte de la “herejía de Amarna” y maldiciones a su memoria deliberadamente ejecutadas quizás como parte de las rencillas internas tan habituales en la corte.
Todas las suposiciones apuntan a que su elevación del anonimato se debe al haber dado a luz a un heredero varón de Ajenatón.

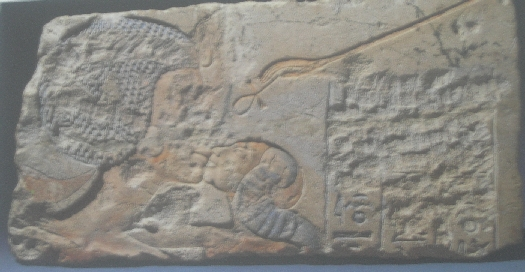
Imagen de Kiya besando a una princesa.

Su elevación y caída en el olvido son rápidas. Existen relieves mostrándola junto con una hija, también otros relieves que fueron deliberadamente trabajados para borrar el nombre de Kiya para poner en su lugar a Meritatón, la hija de Nefertiti que, aproximadamente durante el año 14º, asume la función de Gran Esposa Real junto a su padre Ajenatón, cumpliendo no solo los roles ritualistas del culto sino también las funciones políticas.
Otra vez, los indicios que sostienen la imagen de Kiya, son nuevamente las etiquetas encontradas en los jarrones que contenían vino, cerveza, miel, etc. En ellas, las inscripciones hacen referencia a Kiya como “la Casa de la Favorita”. De las etiquetas se basan en dos fechas determinadas del año 6º y 11º del reinado de Ajenatón.

### Sus posibles orígenes
El nombre de Kiya es observado como una forma abreviada o diminutivo de un nombre más completo y elaborado. Algunos eruditos ven en este razonamiento una conexión con las princesas extranjeras que estaban en el harén real de Ajenatón, el cual fue heredado de su padre, el faraón Amenhotep III. Debe concentrarse en que estos lazos tienen un fundamento más acorde a la política internacional que a una costumbre dada, considerando que ambas princesas del reino de Mitani eran el símbolo de una alianza entre las "Dos Tierras" (Egipto) y dicho reino asiático.

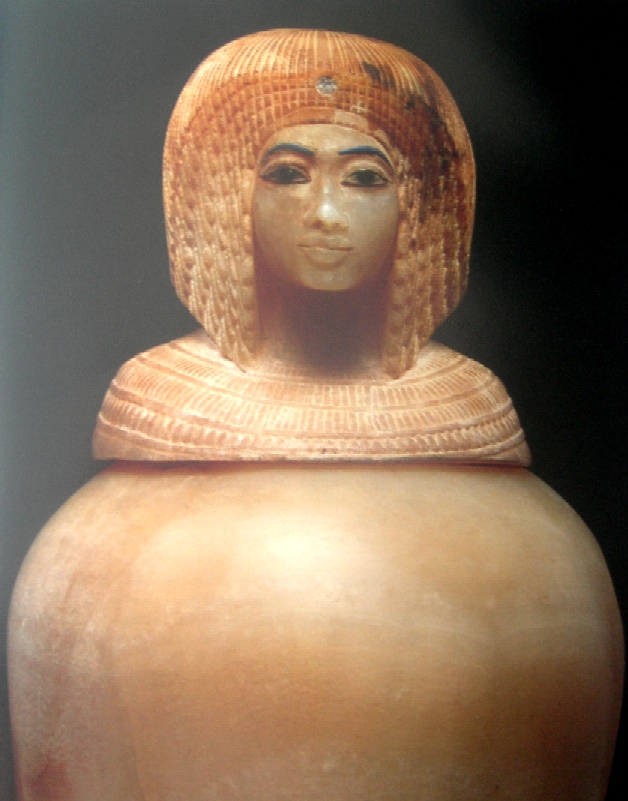
Vaso canopo para Kiya

En consecuencia, el nombre de Kiya ha sido visto por algunos como una contracción de los nombre sean de Gilukhipa o Tadukhipa. La primera entonces, caería fuera de hipótesis, considerando que fue casada con Amenofis III durante el décimo año de reinado de dicho faraón, convirtiéndola en una persona de mucha edad para ser dadora de hijos de Ajenatón. La segunda, Tadukhipa parecería ser la más probable.
También, el nombre Kiya pueda ser originario de Egipto y no de origen asiático, algunos piensan que su nombre deriva de la raíz egipcia ky.

### La Favorita“Ta shepset”
Cualquiera sea su origen, fue referenciada con el título “La Favorita”, y su nombre no estuvo encerrada en ningún cartucho hasta el momento; tampoco fue titulada como “Principal Esposa” o “Gran Esposa” o como “Heredera o Dadora de Herederos”, sino con el epíteto simple de “La gran amada”.
Su preferencia es fácilmente deducible por saber hoy en día que fue enterrada originalmente en la tumba real construida inicialmente para la familia real en las afueras de la misma ciudad de Amarna. 
Los restos de la tumba, hablan que el entierro de Kiya fue opulento y bien provisto, en una cámara acondicionada especialmente para recibirla dentro de la tumba de la familia real.
Adicionalmente se encuentran rastros de Kiya en algunos restos de edificios de Ajetatón, en capillas, tales como el templo “Maru-Atón” en dicha ciudad.

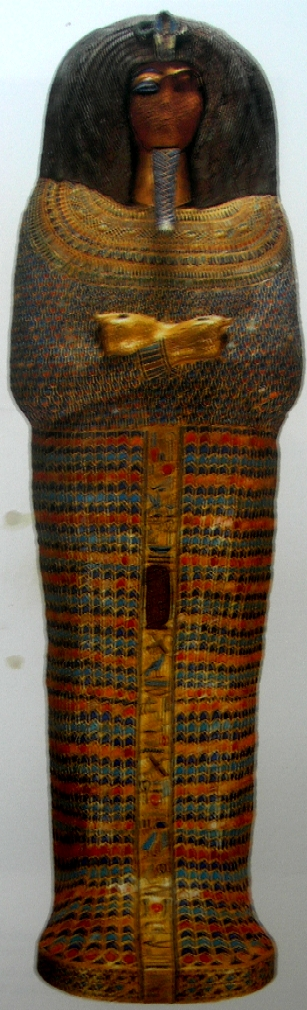
Ataúd encontrado en la tumba KV55.

Las menciones a Kiya van desapareciendo gradualmente después del año 14º a 16º del reinado de Ajenatón, quien en sus años finales toma como Gran Esposa Real a su hija Meritatón, quien usurpó muchas de las imágenes de Kiya borrando su mención para colocar la suya, restos encontrados no solo en Amarna sino también en Hermópolis.

### Legado
La mayoría de la iconografía del período hace referencia a una imagen central femenina quien no es otra que Nefertiti, al final del reinado aparece su hija Meritatón, pero estas imágenes no ocultan que Ajenatón tenía bastantes esposas de su harén real, datos que no vienen de las imágenes “oficiales” sino muchas veces de la correspondencia diplomática.
La hipótesis más consistente alrededor de Kiya se centra en que su preeminencia sobre el resto de las esposas del harén debe haber sido puramente de encanto personal, junto con un condicionante político, el cual pudo ser haber dado una descendencia masculina a la casa reinante, sea a través de los príncipes Semenejkara o Tutankamón.
Sobre los hallazgos en la tumba KV55, existieron variados rastros, los cuales muchos los han vinculado a Kiya. La imagen más comúnmente mantenida de Kiya es un vaso canopo con la tapa esculpida de una mujer portando una peluca nubia, muy común y de moda para la época de Amarna entre las cortesanas.
El ataúd encontrado en KV55 en su forma original tiene una peluca nubia en su cabeza, y se piensa que fue originalmente ideado no solo el ataúd sino también los vasos canopos como un todo homogéneo.
En este punto, es necesario aclarar que el ataúd de KV55 contenía una momia de sexo masculino, estando en debate si era Semenejkara o Ajenatón mismo, y por lo tanto no de Kiya, quien nunca es retratada portando uraeus, ni cartuchos reales.
El ataúd mismo, si bien es claramente con peluca, se observa que después se le agregó no solo el uraeus sino también la barba real, haciendo entonces de un ataúd hecho originalmente para Kiya, quien fue reutilizado para una momia real, cuando se hizo el traslado de la corte de Amarna hacia Tebas, lo que implicó también el traslado del cementerio real de Amarna a Tebas ante el temor de los saqueos de tumbas. Dicho traslado muy probablemente se llevó a cabo durante el reinado de Tutankamón.